# Scenopoeetes dentirostris
Scenopoeetes dentirostris là một loài chim trong họ Ptilonorhynchidae.